# Semen Hulak-Artemowskyj

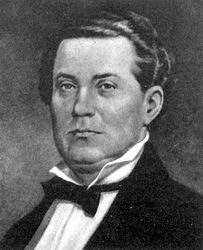
Semen Hulak-Artemowskyj

Semen Stepanowytsch Hulak-Artemowskyj (ukrainisch Семен Степанович Гулак-Артемовський, russisch Семён Степанович Гулак-Артемовский Semjon Stepanowitsch Gulak-Artemowski; * 4. Februarjul. / 16. Februar 1813greg. in Horodyschtsche; † 5. Apriljul. / 17. April 1873greg. in Moskau) war ein ukrainischer Opernsänger (Bariton) und Komponist, Schauspieler und Dramatiker.

## Leben
Der Neffe von Petro Hulak-Artemowskyj besuchte zunächst das theologische Seminar in Kiew. Er war dann Schüler von Michail Glinka und studierte von 1839 bis 1842 Gesang in Sankt Petersburg und Florenz. Seit 1842 war er Bassbariton am Mariinski-Theater und der Italienischen Oper in Sankt Petersburg. Zu seinem Repertoire gehörten die Titelrolle in Ruslan in Michail Glinkas Ruslan und Ljudmila, der Masetto in Wolfgang Amadeus Mozarts Don Giovanni, der Antonio Gaetano Donizettis Linda di Chamounix und Lord Ashton in dessen Lucia di Lammermoor.
Hulak-Artemowskyjs bekanntestes Werk ist die Oper Saporoschez sa Dunajem (Der Saporoger an der Donau, 1863), die als erste ukrainische Oper gilt. Weitere Kompositionen waren die Oper Die ukrainische Hochzeit (1851), ein Vaudeville, mehrere Schauspielmusiken, ein Divertissement und Lieder. Das Lied Es steht ein Ahornbaum am Fluss widmete er seinem langjährigen Freund Taras Schewtschenko.